# Plaques de Torslunda

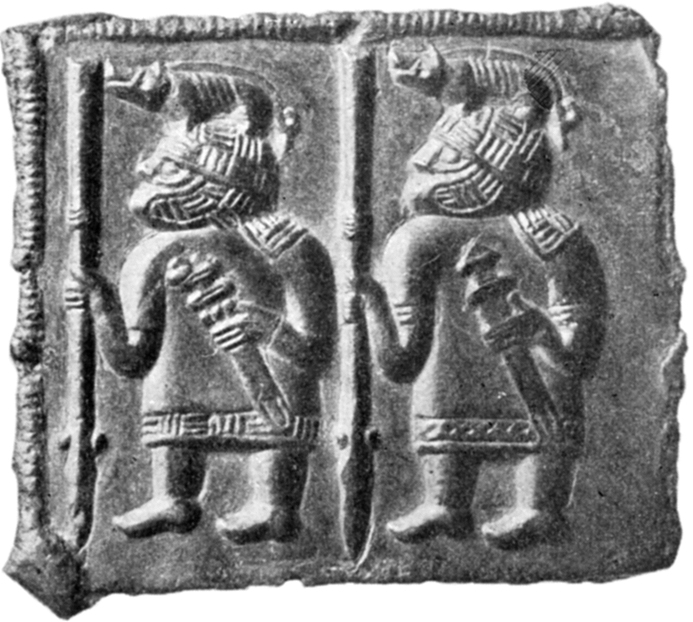
Plaque no 1

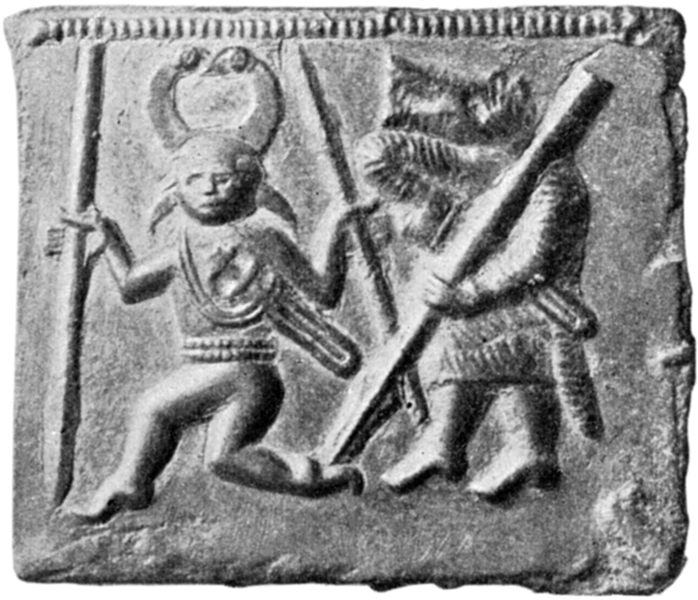
Plaque no 2

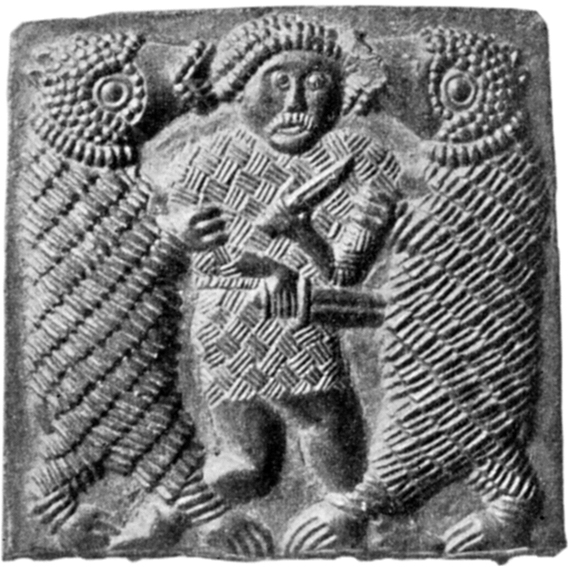
Plaque no 3

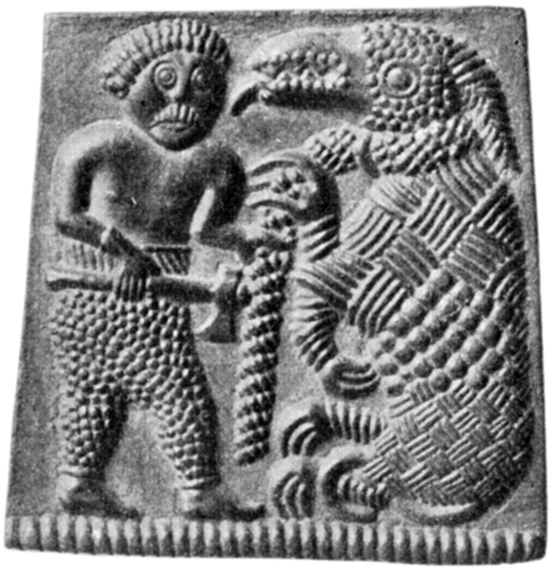
Plaque no 4

Les plaques de Torslunda sont quatre matrices de bronze découvertes près de Torslunda, sur l'île d'Öland, en Suède, et datant de l'âge de Vendel.

## Description
Les quatre plaques datent du VIe siècle (âge de Vendel). Leur format est de 4,5 × 5,5 cm. Représentatives de l'art scandinave à la fin de l'âge du fer germanique, elles étaient destinées à la production de feuilles de métal qui ornaient le casque des guerriers. Le thème de Beowulf apparaît dans la série.
Sur la plaque no 1, deux guerriers portent des cimiers décorés d'une effigie de sanglier.
La plaque no 2 montre un berserk (à droite) tirant une épée du fourreau, et à gauche, peut-être, Odin. 
La plaque no 3 met en scène un homme luttant contre deux ours.
Sur la plaque no 4, un homme armé d'une hache se tient à côté d'un animal enchaîné. Il peut s'agir du dieu nordique Týr et du loup Fenrir.

## Découverte et conservation
Ces objets ont été découverts au printemps 1870 par Erik Gustaf Pettersson et Anders Petter Nilsson dans un cairn situé sur les terres d'une ferme, dans la localité de Torslunda. Ils sont aujourd'hui conservés au Musée historique de Stockholm sous le  numéro d'inventaire SHM 4325.
En 1967, la Poste suédoise a émis un carnet de quatre timbres d'une valeur de 10, 15, 30 et 35 öre, reproduisant ces plaques.